# ۱۹ مه
۱۹ مه در تقویم گرگوری، صد و سی و نهمین (در سال‌های کبیسه صد و چهلمین) روز سال است. ۲۲۶ روز تا پایان سال باقی است.

## رویدادها
- ۱۹۱۹ - با ورود مصطفی کمال پاشا معروف به آتاتورک به بندر صامسون در ساحل دریای سیاه جنگی موسوم به جنگ استقلال ترکیه آغاز شد.
- ۱۹۵۰ - مصر اعلام کرد که کانال سوئز را بر روی تمامی کشتی‌ها و مقاصد اقتصادی اسرائیلی بسته است.
- ۱۹۷۴ - مردم کرواسی در یک رفراندوم رای به استقلال دادند.
- ۲۰۱۸ - ازدواج شاهزاده هری و مگان مارکل

## زادروزها
- ۱۸۸۱ - مصطفی کمال پاشا، (معروف به آتاترک به معنای پدر ترک) نظامی و دولت‌مرد و بنیان‌گذار جمهوری ترکیه (نمادین روز تولد)
- ۱۹۲۵ - مالکوم ایکس، رهبر جنبش ناسیونالیستی سیاهان آمریکا
- ۱۹۷۴ - اما شاپلین، خواننده سوپرانوی فرانسوی.

## درگذشت‌ها
- ۸۰۴ - آلکوئین، شاعر و خداشناس انگلیسی و رایزن شارلمانی.
- ۱۵۳۶ - آن بولین، دومین همسر و شهبانوی هنری هشتم پادشاه انگلستان.
- ۱۹۲۸ - ماکس شلر، فیلسوف آلمانی.
- ۱۹۳۵ - توماس ادوارد لورنس، رایزن نظامی انگلستان طی جنگ جهانی اول.
- ۱۹۵۸ - آنتون عریضه،  پاتریارک مارونی و زبان‌شناس لبنانی.
- ۱۹۶۵ - محمد بشیر ابراهیمی، فقیه مالکی، زبان‌شناس، ادیب، روزنامه‌نگار و اصلاح‌طلب الجزایری.
- 2024 - ابراهیم رییسی ریس جمهور سابق ایران